# Återvandring

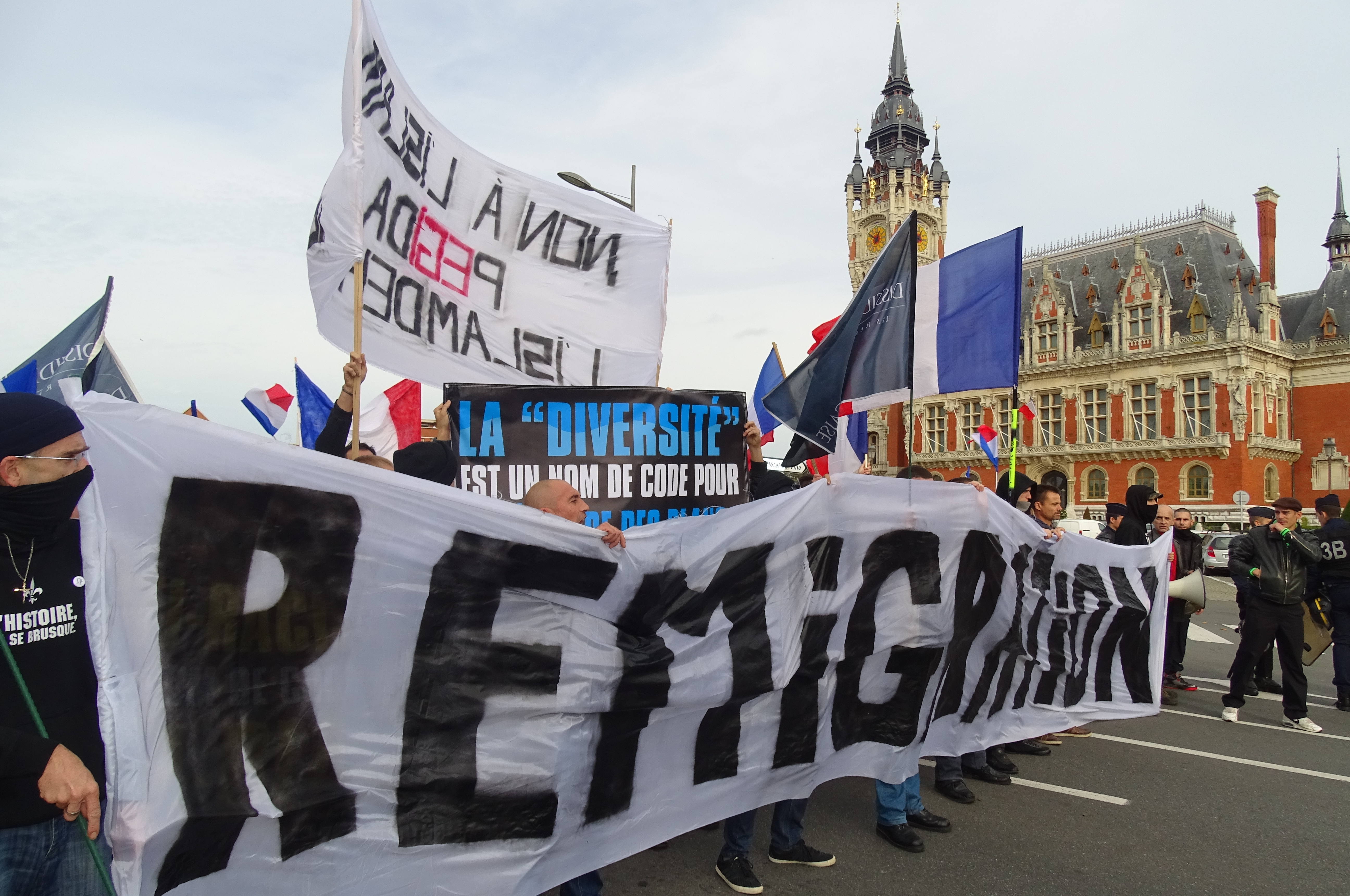
En banderoll som förespråkar "återmigration" under en anti-invandringsprotest i Calais, Frankrike, 2015.

Återvandring (repatriering) är en flyktings frivilliga återvändande till sitt hemland. Enligt Förenta nationernas (FN) universella deklaration om de mänskliga rättigheterna från 1948 slås fast att återvandring är en mänsklig rättighet. Vanligtvis finns det tre lösningar och principer till buds för människor som flytt sitt hemland: Den första principen innebär integration i det första asyllandet, den andra principen innebär att individen överförs som kvotflykting till tredje land och den tredje principen är att återvända när situationen i hemlandet återgått till det normala.

## Allmänt om etnisk rensning
Återvandring är ett högerextremt europeiskt koncept för etnisk rensning via massdeportation eller främjad frivillig återvändande av icke-vita invandrare och deras ättlingar, vanligtvis inklusive de som är födda i Europa, till deras rasliga härkomstort, ofta utan hänsyn till deras medborgarskap eller juridiska status. Det är särskilt populärt inom den identitära rörelsen. Vissa förespråkare för återmigration föreslår att vissa personer med icke-europeisk bakgrund undantas från en sådan massdeportation, baserat på en varierande grad av assimilering i europeisk kultur.
Förespråkare för återmigration främjar konceptet i strävan efter etnokulturell homogenitet. Enligt Deutsche Welle skapar etnopluralism, Nouvelle Droite -konceptet att olika etniciteter behöver sina egna segregerade bostadsutrymmen, ett behov av återinvandring av människor med "utländska rötter". Den mexikanske forskaren José Ángel Maldonado har jämfört idén med en "mjuk typ av etnisk rensning under täckmantel av deportation och segregation".
Återmigration, som presenteras av sina förespråkare som ett botemedel mot massinvandring och den upplevda islamiseringen av Europa, har i allt högre grad blivit en integrerad politisk ståndpunkt för den identitära rörelsen och andra högerextrema politiska rörelser och partier. Forskning från British Institute for Strategic Dialogue, utförd i april 2019, visade en tydlig ökning av samtal om återmigration på den sociala mediewebbplatsen Twitter mellan 2012 och 2019. Twitter, som numera ägs av den amerikanske affärsmannen Elon Musk, och Telegram har varit i framkant när det gäller att sprida termen till allmänheten.

## Bredare användning
Termen remigration härstammar från klassiskt latin remigrāre, "att återvända hem", och användes först på engelska i skrifter av Andrew Willet, en teolog från tidigt 1600-tal inom Engelska kyrkan. Ursprungligen betydde det helt enkelt "återvända", och tillämpades senare på en invandrares frivilliga återvändande till sin ursprungsort och används fortfarande som sådant inom samhällsvetenskapen, liksom europeiska judars återvändande efter andra världskriget.

## Ursprung och utveckling

### Bakgrund
Tidiga anspelningar på det moderna högerextrema konceptet återvandring kan hittas i franska 1960-talsrörelser som Europe-Action, som anses vara den "embryonala formen" av Nouvelle Droite. Jean-Pierre Stirbois, dåvarande generalsekreterare för Nationella fronten (FN), myntade uttrycket "vi kommer att skicka tillbaka dem" ("on les renverra") i en intervju. Han var arkitekten bakom FN:s första valgenombrott 1983, och fick nästan 17 % av rösterna i staden Dreux med löftet att "vända migrationsströmmarna". Tanken kommer också till uttryck i den tyska sloganen "Deutschland den Deutschen, Ausländer raus" ('Tyskland till tyskar, utlänningar ut'), och i mottot för L'Œuvre Française "La France aux Français" ('Frankrike till fransmännen').

### Identitär rörelse
Återmigration är en central del av den identitära rörelsen. Det presenteras som en lösning på "folkutbytet", en konspirationsteori som säger att vita människor ersätts genom migration, våld och höga födelsetal av människor från Afrika, särskilt muslimer.
På 2010-talet försökte de identitära rörelserna undvika att använda historiskt befläckat ordförråd när de uttryckte sina idéer, genom att skapa ett "nytt språk", till exempel genom att ersätta "ras" med "kultur". Under processen upptäcktes en framgångsrik strategi att återanvända gamla termer med en ny betydelse. I synnerhet, även om deras betydelse av "återmigration" var en neologism avsedd att ersätta den befläckade "deportation", hade själva ordet en ansedd historia. Detta var särskilt fallet i de tysktalande länderna, där återvandring betecknade återkomsten av tyska flyktingar som flytt undan nazismen efter andra världskriget, vilket skapade positiva associationer. På liknande sätt fick "infiltrationen" ett nytt namn, Folkutbytesteorin, en myt som säger att den vita kristna europeiska befolkningen successivt ersätts med icke-europeiska befolkningar, särskilt från Nordafrika och Mellanöstern, genom massmigration, demografisk tillväxt och en europeisk minskning av födelsetalen.
Den franska rörelsen Generation Identity antog återmigration som en del av sin plattform 2015, men den nya termen förblev okänd fram till januari 2024, med ett massivt intresse som genererades av det allmänt publicerade högerextrema mötet i Potsdam 2023. Situationen i Tyskland var liknande: före 2023 använde Identitäre Bewegung Deutschland och AfD termen ibland sedan 2018 (AfD inkluderade den i sitt program 2021), men konceptet kom i fokus först 2023.
Från och med 2024 låg debatten om återmigration på is inom AfD, utan några radikala förslag, vilket gjorde det möjligt för partiet att tilltala en bred väljarkår. Samtidigt normaliserades konceptet alltmer, och en bredare publik blev nu bekant med vad som en gång var en obskyr identitär term.
Förespråkare för återvandring använder ofta det historiska exemplet med utvisningen av Pieds-Noirs från Algeriet 1962 som ett framgångsrikt tidigare exempel på organiserad tvångsåtervandring, även om utvandringen beskrivs av vissa historiker som en etnisk rensning stimulerad av våld och hot från Nationella befrielsefronten (FLN) och en del av den inhemska muslimska befolkningen, vilket framgår av slagordet "resväskan eller kistan" som främjades av FLN, kidnappningarna av Pieds-Noirs eller massakern i Oran 1962.

## Modern användning

### Europa
Sedan 2010-talet har idén om återmigration använts av tänkare och politiska ledare inom den identitära rörelsen, såsom Guillaume Faye, Renaud Camus, Henry de Lesquen, eller Martin Sellner, som en eufemism för massdeportationen av icke-europeiska invandrare och infödda invånare med migrantbakgrund, tillbaka till deras ursprungsland, där uteslutningskriteriet är en vagt definierad grad av assimilering i europeisk kultur.

#### Belgien
Det flamländska nationalistpartiet Vlaams Belang har uppmanat till "återinvandring" sedan 2011. År 2021 krävde de bildandet av en "byrå för återmigration".
I mars 2025 föreslog Vlaams Belangs ledare Tom Van Grieken genomförandet av en "återmigrationspolitik" som skulle inkludera illegala invandrare, asylsökande och utländska kriminella. I april 2025 uppmanade Mercina Claesen, parlamentsledamot för Vlaams Belang och ledare för partiets ungdomsflygel, Vlaams Belang Jongeren, till återinvandring inte bara för illegala invandrare, utan även för lagliga invandrare som har begått brott.

#### Österrike
I mars 2019, en vecka efter skjutningarna i Christchurch-moskén och lanseringen av skyttens manifest (kallat The Great Replacement), höll Identitäre Bewegung Österreich, den österrikiska grenen av Generation Identity (GI), en demonstration i Wien, där de protesterade mot den förmodade folkutbytet av österrikare och öppet krävde återinvandring av invånare med migrantbakgrund. I april 2019 tillkännagav en gren av Österrikes Frihetsparti (FPÖ), som vid den tiden var i koalitionsregering som juniorpartner med Österrikes folkparti, ett "nationellt upprop till återvandring".
FPÖ lade stor vikt vid återinvandring, särskilt till islamiska länder, under sin valkampanj i det österrikiska parlamentet 2024. Partiledaren Herbert Kickl har uppmanat till "återvandring av objudna främlingar" från Österrike.

#### Finland
Återmigration (finska: Paluumuutto) har framträdande lyfts fram av den finska anti-invandrings- och populistiska högern. Högerextrema Finnarna förklarade i sin partitidning att "Vi måste gå från integration till återinvandring". Partiledaren och nuvarande vice premiärminister Riikka Purra förklarade att "återvandring och strikt invandringskontroll är de viktigaste verktygen för att förebygga problem orsakade av invandring." "Toppmötet om återvandring" i Milano deltog i en delegation från den nyfascistiska blå-och-svarta-rörelsen.

#### Frankrike
I oktober 2017 tillkännagav Generation Identity policyplaner för sina medlemmar, där Frankrike skulle tvinga tidigare kolonier att ta tillbaka migranter genom att använda sin status som kärnvapenmakt och göra utvecklingsstöd och bistånd villkorade av repatriering av invandrare.
I mars 2018 släppte ett utredningsteam från Al Jazeera filmklipp och ljudklipp som avslöjade Marine Le Pens nära förtrogne och tidigare revisor, Nicolas Crochet, som sa att partiet Rally National skulle införa ett återvandringsprogram för att tvinga invandrare tillbaka till sina ursprungsländer, i händelse av att de kom till makten i Frankrike.
I februari 2019, i ett samtal med L'Opinion, sa Debout la France -kandidaten Emmanuelle Gave (dotter till den franske entreprenören Charles Gave), förespråkade återinvandring som en politik för väljarna i Europaparlamentsvalet i maj. I vad Libération beskrev som en "farlig penetration av den ultraradikala extremhögerns idéer i det franska politiska rummet", meddelade Gave att hon var för att partiet skulle lägga återinvandring "på bordet".
Enligt en IFOP -undersökning som genomfördes i mars 2022 inför det franska presidentvalet, uppger 63 % av fransmännen att de "inte är chockade" över användningen av ordet "återvandring" och 66 % stöder idén att återmigrera illegala invandrare, utländska brottslingar och "Fiche S"-utlänningar.
Enligt en opinionsundersökning gjord av OpinionWay från mars 2022 stöder 55 % av fransmännen även inrättandet av ett ministerium för återvandring, en idé som lades fram av Eric Zemmour under den franska presidentvalskampanjen.
Från och med 2024 motsätter sig Marine Le Pens parti, Nationalsamfundet, återinvandring och angav Alternative für Deutschlands stöd för det som en anledning att bryta banden. Ändå fortsätter återvandring att stödjas av National Rallys rival, Zemmours Reconquête, och Marion Marechals Identity-Liberties, en avbrytning från Reconquête.

#### Tyskland

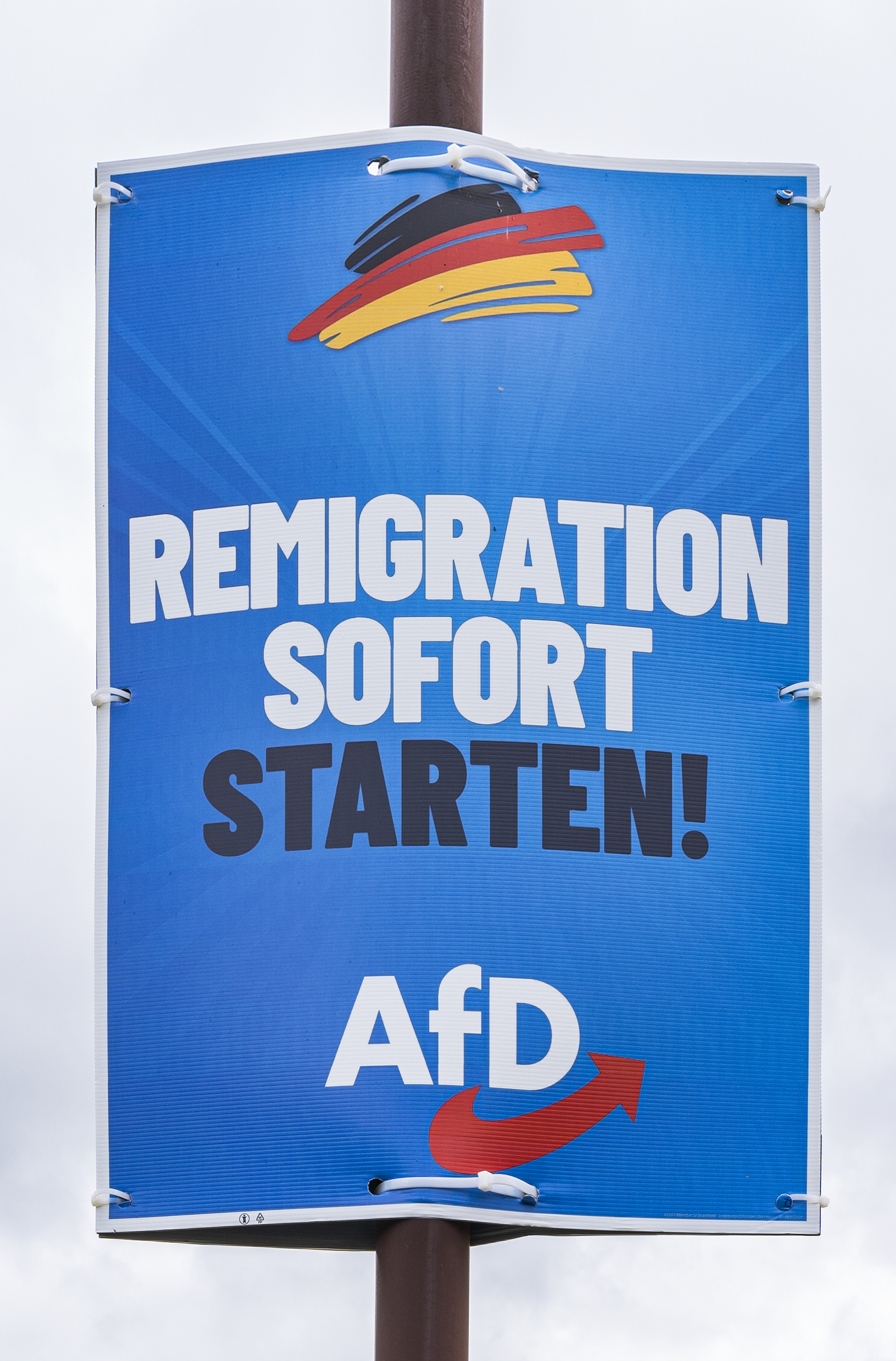
Valaffisch för AfD Thüringen som stöder återvandring (2024)

I mars 2018 arresterades identitära demonstranter för att ha gjort sig skyldiga till olaga intrång på taket till Frankfurts centralstation och för att ha hängt upp en banderoll med texten "Endstation Multikulti. Notbremse ziehen. Remigration" (Terminalstation Multikulti. Dra i nödbromsen. Remigration), medan de skanderade fraser som "hem, frihet, tradition" från en megafon.
I mars 2019 inledde den tyska identitära rörelsen en "återvandringskampanj" som inkluderade statliga petitioner, en "flashmob" utanför en moské och en demonstration framför det federala inrikes-, bygg- och samhällsministeriet i Berlin, där demonstranterna krävde repatriering av islamiska flyktingar tillbaka till Mellanöstern. Det rapporterades att gruppen delade ut affischer riktade till syriska flyktingar med texten "Kriget är över. Syrien behöver er" och hänvisade till en "återmigrationspolitik".
I maj 2019 antydde Katrin Ebner-Steiner, ledare för AfD i Bayern, att utvisning av icke-vita från Tyskland var en föredragen politik framför rasintegration, efter att hon vid en konferens för partiets södra flygel uppmanat till "återvandring istället för integration".
Inför valet till Europaparlamentet 2019 gjorde Tysklands oppositionsparti, det högerextrema Alternativ für Deutschland, återinvandring till en del av sin politiska plattform och krävde öppet "återinvandring istället för massinvandring" och uppgav att "Tyskland och Europa måste införa återinvandringsprogram i största möjliga skala". AfD-parlamentarikern Markus Frohnmaier har upprepade gånger burit en slogan med texten "Remigrationsministeriet" in i förbundsdagen.
I januari 2024 rapporterade Correctiv att medlemmar av AfD i hemlighet hade träffat personer från den tyska och österrikiska extremhögern i ett möte i Potsdam i november 2023, där de påstås ha diskuterat en "återmigrationsplan" för att deportera invandrare, vilket skulle kunna inkludera naturaliserade tyska medborgare. Bland de närvarande fanns den identitära aktivisten Martin Sellner.

#### Italien
Lega Giovani, ungdomsflygeln inom det högerpopulistiska italienska partiet Lega, förespråkade återinvandring efter våldsamma incidenter i januari 2025 med migranter i Como och Lombardiet, och fick stöd från partiets regionala ledare i Lombardiet.
I maj 2025 talade Lega-ledamoten Roberto Vannacci vid ett "remigrationstoppmöte" i Milano, där han uttryckte sitt stöd för remigration och konstaterade att "remigration inte är en slogan utan ett konkret förslag". Samma månad uppmanade Lega-ledamoten Isabella Tovaglieri på liknande sätt till en "systematisk remigrationskampanj".

#### Nederländerna
År 2021 krävde Frihetspartiet (PVV) i sitt valmanifest bildandet av ett ministerium för återvandring, men tog bort denna policy från sitt program inför det nederländska parlamentsvalet 2023.
Forum för demokrati förespråkar "massåterinvandring" för att upprätthålla ett "vitt Europa" och har kritiserat PVV för att fokusera mer på att minska invandringen än att främja återinvandring.

#### Norge
Den inflytelserika norske kontrajihadbloggaren Fjordman konstaterade själv i sina skrifter i juni 2011 att "islam, och alla de som utövar den, måste helt och fysiskt avlägsnas från hela västvärlden".

#### Portugal
Rita Matias, en Chega- ledamot i det portugisiska parlamentet och ledare för Chega Youth, har sagt att "återvandring är lösningen".

#### Slovenien
Den slovenska demokratiska ledamoten Branko Grims uttalade i sitt första tal till Europaparlamentet 2024 att "vi behöver återinvandring" och föreslog att "alla som missbrukar gemenskapens regelverk och asyllagstiftningen ska skickas tillbaka till var de kommer ifrån".

#### Spanien
Vox generalsekreterare Ignacio Garriga har uppmanat till "massåterinvandring" av illegala invandrare från Katalonien under 2024, efter en ökning av sexuella övergrepp i regionen.

#### Sverige
Sverigedemokraterna stöder återvandringspolitiken och har förespråkat en höjning av bidraget till migranter för att uppmuntra frivillig återvandring. Alternativet för Sverige förespråkar även återinvandring.
Den svenske migrationsministern Johan Forssell, medlem av Moderaterna, har uttalat att "återmigration" är en viktig fråga för Sverige, och att en bredare användning av frivillig återvändande i linje med den politik som Danmark för skulle vara ett av de alternativ som hans regering överväger.

#### Storbritannien
Aktivister från Generation Identity i Storbritannien och Irland har engagerat sig i att främja återmigration. I april 2018 beskrev Hope not Hate i detalj hur gruppen, trots att den var relativt okänd i mainstreammedia, var mer extrem än någon av English Defence Leagues politikområden, men dess "kärntrosuppfattningar" om etnopluralism och återinvandring av icke-vita från Europa. I maj 2018 rapporterade The Times hur extremistorganisationen förespråkade att svarta britter skulle prioriteras för återinvandring från Storbritannien.
Från och med 2024 stöder Homeland Party återmigration som en policy.
Enligt Nick Lowles, en av författarna till en rapport från Hope not Hate, tror medlemmar av kontrajihadrörelsen, i ett relaterat koncept, "att det kommer att bli en konfrontation mellan islam och väst och att det inte kan finnas någon överenskommelse, så den enda lösningen kan vara att utvisa anhängare av islam från Storbritannien och Europa".

### Nordamerika

#### USA
Det nordvästra territoriella imperativet, en vit separatistisk idé som lades fram på 1970- och 1980-talen av amerikanska vita supremacister, innebär utvisning, eufemiserat som "repatriering", av alla icke-vita från territorier i nordvästra USA i syfte att skapa ett "vitt hemland".
Användningen av termen i USA har ökat kraftigt under månaderna inför presidentvalet 2024. I september uppmanade det republikanska partiets presidentkandidat, Donald Trump, till "återmigration" av illegala invandrare till deras hemländer och att avbryta vidarebosättningen av flyktingar, och lovade också att "genomföra stora deportationer i Springfield, Ohio", med hänvisning till stadens gemenskap av lagliga haitiska invandrare. Användningen gjorde termen allmänt spridd i landet. I maj 2025 publicerade utrikesdepartementet ett "omorganisationsschema" som inkluderade skapandet av ett "kontor för återvandring".

#### Kanada
I augusti 2017 hissade demonstranter banderoller över hela Quebec City och krävde återinvandring av icke-vita från Quebecs huvudstad. Samma månad rapporterades det hur Identity Evropa, som senare döpte sig om till American Identity Movement, stödde återmigrationen av invandrare från USA.

### Andra
I augusti 2018 förespråkade den australiske högerextremisten Blair Cottrell återinvandring och krävde utvisning av "[hans] lands fiender" och avrättning av invandrare som vägrade att lämna.

## Kritik
Michael Weiss och Julia Ebner, från Institute for Strategic Dialogue, har identifierat det "identitära konceptet 'återmigration'" som något som har accelererat sedan 2014, och kopplat det till ökande krav från extremhögern på massdeportation av icke-vita européer, i vad de beskrev som "etnisk rensning". Ebner menade också att det är bra att undvika ordet "deportation" för att undvika associationer med deportationer under Förintelsen.
Francis Combes har beskrivit återvandring som en form av demagogi som skulle leda till etnisk rensning. Han menar att Frankrike har haft ett blandat genetiskt arv sedan gallisk tid och har ifrågasatt det praktiska i att utvisa fransmän med invandrarursprung och antalet generationer som skulle kräva utredning i strävan efter "renhet".